# Hexanchorus homaeotarsoides
Hexanchorus homaeotarsoides – gatunek chrząszcza z rodziny osuszkowatych.
Gatunek ten opisany został w 2013 roku przez Crystal A. Maier na łamach „ZooKeys”. Jako miejsce typowe wskazano Rio Yameduaca w Parku Narodowym Duida–Marahuaca w wenezuelskim stanie Amazonas.
Chrząszcz o wydłużonym, umiarkowanie z wierzchu sklepionym ciele długości od 4,1 do 5,1 mm. Ubarwienie ma ciemnobrązowe z brązowoczarnym spodem oraz brązowymi nasadami czułków. Głowa ma mikrosiateczkowanie i przeciętnie grube, gęste punktowanie. Zaopatrzona jest w nadustek o prostej krawędzi przedniej oraz półkuliste, z tyłu zwężone oczy obrzeżone długimi, zakrzywionymi, czarnymi szczecinkami. Czułki są krótkie i rozprostowane ku tyłowi nie przekraczają poprzecznego wcisku na przedpleczu. Przedplecze jest niewiele dłuższe niż szerokie, o prostych kątach przednich, rozwartych kątach tylnych, lekko zafalowanych krawędziach bocznych, a krawędzi tylnej słabo zafalowanej z płatem pośrodku. Na powierzchni przedplecza obecny jest zarówno mocny wcisk pośrodkowy podłużny, jak i mocny wcisk w części tylno-środkowej. Tarczka jest silnie wysklepiona, nieco dłuższa niż szersza. Pokrywy mają dziesięć rzędów z punktami oddalonymi od siebie o 3–4 średnice oraz międzyrzędy porośnięte krótkim, gęstym owłosieniem. Kształt pokryw jest równomiernie zaokrąglony, bez nabrzmiałości w tylnej części. Trzeci z widocznych sternitów odwłoka u samicy ma pośrodkowy wyrostek. Samiec odznacza się edeagusem z piłkowanym, ostro zakończonym wierzchołkiem.
Owad neotropikalny, znany wyłącznie ze stanu Amazonas w Wenezueli.